# Chrysopogon nemoralis
Chrysopogon nemoralis är en gräsart som först beskrevs av Benedict Balansa, och fick sitt nu gällande namn av Richard Eric Holttum. Chrysopogon nemoralis ingår i släktet Chrysopogon och familjen gräs. Inga underarter finns listade i Catalogue of Life.